# 卡齐米日·巴尔布尔斯基
卡齐米日·巴尔布尔斯基（波蘭語：Kazimierz Barburski，1942年8月7日—2016年5月26日），波兰男子击剑运动员。他曾代表波兰参加1968年和1972年夏季奥林匹克运动会击剑比赛，其中1968年奥运会获得一枚铜牌。